# Елохим
Елохим (на иврит: אֱלֹהִי, אלוהים) е ивритска дума, която означава бог и в зависимост от контекста може да бъде както в единствено, така и в множествено число. Библията използва наименованието Елохим както за Бог, така и за някои паганистки божества.